# Johannes Lundson
Otto Johannes Lundson, född 11 oktober 1867 i Leppävirta, död 11 augusti 1939 i Salo, var en finländsk politiker, som representerade Ungfinska partiet och senare Framstegspartiet.
Han satt i riksdagen 1917–1919 och var finansminister i Juho Vennolas första regering 1919–1920.